# Akofodjoulè
Akofodjoulè est l'un des dix arrondissements de la commune de Dassa-Zoumè dans le département des Collines au Bénin.

## Géographie
Akofodjoulè est situé au centre du Bénin et compte 5 villages que sont Agondokpo, Akofodjoule, Atinkpaye, Banigbe et Betekoukou.

## Démographie
Selon le recensement de la population de 2013 conduit par l'Institut national de la statistique et de l'analyse économique (INSAE), Akofodjoulè compte 7 548 habitants  .